# Coalition du peuple nationaliste
Pour les articles homonymes, voir NPC.
Le parti Coalition du peuple nationaliste (Nationalist People's Coalition, abrégé en NPC)  est un parti politique philippin créé en 1992 par Eduardo Cojuangco Jr., alors candidat à l’élection présidentielle.

## Historique
Le NPC est fondé en 1992 par des membres du Parti nationaliste mené par Isidro Rodriguez (gouverneur de la province de Rizal) en raison de dissensions avec le chef des nationalistes, Salvador Laurel, quant à l’élection présidentielle de 1992. Le magnat des affaires et ancien proche de Ferdinand Marcos, Eduardo Cojuangco, rejoint le parti sur invitation d’autres hommes d’affaires au sein du NPC, dans le but de se présenter à la présidentielle, avec Joseph Estrada comme colistier pour la vice-présidence. Cojuangco termine à la troisième place, tandis qu’Estrada est lui élu.
En 1998, le NPC fait partie de la coalition Laban ng Makabayang Masang Pilipino (LAMMP) menée par Estrada. Estrada devient président et le LAMMP remporte les législatives cette année.
Le NPC quitte le LAMMP après la destitution d’Estrada en janvier 2001. Gloria Macapagal-Arroyo lui succède, et une partie des membres du NPC rejoignent sa coalition (« Sunshine Coalition »), tandis que d'autres restent dans l'opposition menée par le LDP. En 2004, le LDP et le NPC s’allient pour soutenir de nouveau Eduardo Cojuangco à l’élection présidentielle ; ce dernier se retire cependant de l'élection, si bien que le parti est divisé et soutient des candidats différents. Le même schéma se reproduit en 2010 et 2016.
Le parti est en 2016 membre de la coalition Coalition For Change, au pouvoir sous la présidence de Rodrigo Duterte.

## Résultats électoraux
- Source[6].

### Président
| Élection | Candidat              | Nombre de voix | Pourcentage de voix | Résultat                            |
| -------- | --------------------- | -------------- | ------------------- | ----------------------------------- |
| 1992     | Eduardo Cojuangco Jr. | 4 116 376      | 18,17 %             | Perdu                               |
| 1998     |                       |                |                     | Soutient Joseph Estrada (vainqueur) |
| 2004     |                       |                |                     | Pas de candidat                     |
| 2010     |                       |                |                     | Pas de candidat                     |
| 2016     |                       |                |                     | Pas de candidat                     |

### Vice-président
| Élection | Candidat      | Nombre de voix | Pourcentage de voix | Résultat                             |
| -------- | ------------- | -------------- | ------------------- | ------------------------------------ |
| 1992     |               |                |                     | Soutient Joseph Estrada (vainqueur)  |
| 1998     |               |                |                     | Soutient Edgardo Angara (perdant)    |
| 2004     |               |                |                     | Pas de candidat                      |
| 2010     | Loren Legarda | 4 294 664      | 12,21 %             | Perdu                                |
| 2016     |               |                |                     | Soutient Antonio Trillanes (perdant) |

### Sénat
| Élection | Nombre de voix | Pourcentage de voix | Sièges gagnés | Sièges occupés après l'élection | Résultat |
| -------- | -------------- | ------------------- | ------------- | ------------------------------- | --- |
| 1992     | 48 956 459     | 17,7 %              | 0 / 12        | 5 / 24                          | Perdu |
| 1995     | 28 452 737     | 15,8 %              | 1 / 12        | 2 / 24                          | Perdu |
| 1998     | 9 242 652      | 4,5 %               | 1 / 12        | Membre de LAMMP                 | Membre de la coalition LAMMP (vainqueur)                                                                                       |
| 2001     |                |                     |               | 1 / 24                          | Perdu |
| 2004     | 9 944 328      | 15,8 %              | 0 / 12        | 0 / 24                          | Perdu |
| 2007     | 48 766 327     | 18,1 %              | 0 / 12        | 2 / 24                          | Membre de la coalition Genuine Opposition (vainqueur). Des membres du NPC rejoignent plutôt la coalition TEAM Unity (perdant). |
| 2010     | 13 409 616     | 4,51 %              | 1 / 12        | 2 / 24                          | Perdu |
| 2013     | 29 902 207     | 10,15 %             | 1 / 12        | 2 / 24                          | Membre de la coalition Team PNoy (vainqueur)                                                                                   |
| 2016     | 32 154 139     | 10,07 %             | 2 / 12        | 2 / 24                          | Perdu |

### Chambre des représentants
| Élection | Nombre de voix | Pourcentage de voix | Sièges   | Résultat                                      |
| -------- | -------------- | ------------------- | -------- | --------------------------------------------- |
| 1992     | 3 478 780      | 18,7 %              | 30 / 199 | Perdu                                         |
| 1995     | 2 342 378      | 12,2 %              | 22 / 204 | Perdu                                         |
| 1998     | 998 239        | 4,1 %               | 9 / 204  | Membre de la coalition LAMMP (perdant)        |
| 2001     |                |                     | 40 / 204 | Perdu                                         |
| 2004     |                |                     | 53 / 204 | Perdu                                         |
| 2007     |                |                     | 28 / 204 | Membre de la coalition TEAM Unity (vainqueur) |
| 2010     | 5 450 135      | 15,97 %             | 29 / 287 | Perdu                                         |
| 2013     | 4 800 907      | 17,40 %             | 43 / 292 | Perdu                                         |
| 2016     | 6 350 310      | 17,04 %             | 42 / 297 | Perdu                                         |